# Лижемская операция
Лижемская операция — боевая операция РККА и РККФ, проходившая 26—27 сентября 1919 с целью срыва плана белой армии Северной Области по захвату Петрозаводска. Составная часть Первой советско-финской войны.
Летом 1919 белая армия Северной области, поддержанная Славяно-Британским легионом, перевесив красные войска на петрозаводском направлении по линии Мурманской железной дороги, рассчитывали развивать наступление на столицу Олонецкой губернии.
Командование РККА решило остановить наступление противника на Петрозаводск, разгромив его ударную группировку путём одновременных ударов двумя стрелковыми полками с фронта и десанта Онежской военной флотилии с тыла, из района ж/д станции «Лижма».
Для операции было привлечено 21 судно (сведены в 3 группы — десантную, северную и южную). Десант высаживался 26 сентября и овладел прибрежным плацдармом, отразив многочисленные атаки противника. 27 сентября сухопутные войска РККА прорвали оборону белогвардейцев, соединились с десантом и отбросили противника в сторону станции Кяппесельга.